# Allogamus laureatus
Allogamus laureatus är en nattsländeart som först beskrevs av Luisa Eugenia Navas 1918.  Allogamus laureatus ingår i släktet Allogamus och familjen husmasknattsländor. Inga underarter finns listade i Catalogue of Life.